# Мелихар, Йозеф
Йозеф Мелихар (чеш. Josef Melichar; 20 января 1979, Ческе-Будеёвице, Чехия) — бывший профессиональный чешский хоккеист, защитник. В 2011 году завершил карьеру игрока.

## Карьера

### Клубная
Начал свою карьеру в родном клубе «Ческе-Будеёвице», выступая за молодёжный состав. В 1997 году после того, как Йозефа Мелихара задрафтовали, он уехал в Северную Америку в клуб «Трай-Сити Американс», который выступает в Западной хоккейной лиге (WHL). В 1999 году подписал контракт с «Питтсбург Пингвинз», за который играл до 2007 года, лишь пропустив сезон 2004-05 из-за локаута.
В 2007 году вернулся в Европу в родной клуб «Ческе-Будеёвице», однако в сыграв 6 встреч, перешёл в шведский клуб «Линчёпинг». С Линчёпингом Мелихар стал серебряным призёром Шведской элитсерии.
В сезоне 2008-09 вернулся в НХЛ подписав контракт с «Каролиной Харрикейнз», в середине сезона перешёл в другой клуб НХЛ «Тампа Бэй Лайтнинг»
В 2009 году вернулся в Чехию в родной клуб «Маунтфилд» (Ческе-Будеёвице).
Летом 2010 года второй раз вернулся в «Линчёпинг», в январе 2011-го был взят в аренду «Маунтфилдом» на короткий срок.
В 2011 году завершил карьеру игрока в 32 года, в связи с травмами плеч.

### Международная
В составе сборной Чехии принимал участие в этапах Еврохоккейтура и в товарищеских турнирах и встречах.

## Статистика
```
                                            --- Regular Season ---  ---- Playoffs ----
Season   Team                        Lge    GP    G    A  Pts  PIM  GP   G   A Pts PIM
--------------------------------------------------------------------------------------
1997-98  Tri-City Americans          WHL    67    9   24   33  152  --  --  --  --  --
1998-99  Tri-City Americans          WHL    65    8   28   36  125  11   1   0   1  15
1999-00  Wilkes-Barre/Scranton Pen   AHL    80    3    9   12  126  --  --  --  --  --
2000-01  Wilkes-Barre/Scranton Pen   AHL    46    2    5    7   69  21   0   5   5   6
2000-01  Pittsburgh Penguins         NHL    18    0    2    2   21  --  --  --  --  --
2001-02  Pittsburgh Penguins         NHL    60    0    3    3   68  --  --  --  --  --
2002-03  Pittsburgh Penguins         NHL     8    0    0    0    2  --  --  --  --  --
2003-04  Pittsburgh Penguins         NHL    82    3    5    8   62  --  --  --  --  --
2004-05  Sparta Praha                Czech  13    0    4    4    8   5   0   0   0   6
2005-06  Pittsburgh Penguins         NHL    72    3   12   15   66  --  --  --  --  --
2006-07  Pittsburgh Penguins         NHL    70    1   11   12   44   5   0   0   0   2
2007-08  HC Mountfield               Czech   6    0    0    0    4  --  --  --  --  --
2007-08  Linköping                   SHL    50    0    8    8   74  16   1   1   2  39
2008-09  Carolina Hurricanes         NHL    15    0    4    4    8  --  --  --  --  --
2008-09  Albany River Rats           АHL    25    1    4    5   35  --  --  --  --  --
2008-09  Tampa Bay Lighting          NHL    24    0    5    5   29  --  --  --  --  --
2008-09  Norfolk Admirals            АHL     1    0    0    0    0  --  --  --  --  --
2009-10  HC Mountfield               Czech  52    5    9   14   80   5   0   0   0   6
2010-11  Linköping                   SHL    41    0    5    5   24   7   0   0   0   2
2010-11  HC Mountfield               Czech  12    0    1    1    8  --  --  --  --  --
--------------------------------------------------------------------------------------
         NHL Totals                        349    7   42   49  300   5   0   0   0   2

```